# マールテン・マルテンス
マールテン・マルティンス（Maarten Martens, 1984年7月2日 - ）は、ベルギー王国オースト＝フランデレン州エークロー出身の元同国代表サッカー選手、サッカー指導者。現役時代のポジションはミッドフィールダー。

## 経歴
2004年にRSCアンデルレヒトからエールディヴィジのRKCヴァールヴァイクに移籍し、2006年にAZアルクマールに移籍した。2008-09シーズンにはAZでエールディヴィジ優勝を果たした。
本職は攻撃的MFであるが、ムニル・エル・ハムダウィやムサ・デンベレなどエース級の選手が相次いで移籍した2010-11シーズンは、FWの位置で起用されることもあった。
2014年1月13日、長年プレーしたAZを退団しギリシャ・スーパーリーグのPAOKテッサロニキに2016年夏までの契約で移籍した。同年12月30日、母国のセルクル・ブルッヘにシーズン終了までの期限付き移籍で加入することが決定した。
同シーズン限りでPAOKを退団し無所属となったが、翌年3月に現役を引退することを表明した。

## 代表歴
2007年2月7日チェコ代表戦でベルギー代表デビューを果たした。
2007年のUEFA U-21欧州選手権は準決勝で敗退した。2008年の北京オリンピックでは、3位決定戦でブラジル代表に敗れた。

## 指導者経歴
2024年1月17日、AZアルクマールの監督に就任した。

## タイトル
AZ
- エールディヴィジ : 2008-09
- KNVBカップ : 2012-13
- ヨハン・クライフ・スハール : 2009